# ویتویل (ویرجینیا)
ویتویل (انگلیسی: Wytheville) یک شهرک در شهرستان وایده،  ایالات متحده آمریکا است که ۸۲۱۱ نفر جمعیت دارد.